# إيان دي كايستكر
إيان دي كايستكر (بالإنجليزية: Iain De Caestecker) هو ممثل بريطاني، ولد في 29 ديسمبر 1987 بغلاسكو في المملكة المتحدة.

## أعمال

### أفلام
- (2018) السيد الأعلي

### مسلسلات
- عملاء شيلد

## وصلات خارجية
- إيان دي كايستكر على موقع IMDb (الإنجليزية)
- إيان دي كايستكر على موقع ألو سيني (الفرنسية)
- إيان دي كايستكر على موقع أول موفي (الإنجليزية)
- إيان دي كايستكر على موقع قاعدة بيانات الأفلام السويدية (السويدية)
- إيان دي كايستكر على موقع قاعدة بيانات الفيلم (الإنجليزية)
- إيان دي كايستكر على موقع كينوبويسك (الروسية)